# سام مورلي
سام مورلي (بالإنجليزية: Sam Morley)‏ هو لاعب كرة قدم أمريكية أمريكي، ولد في 12 مايو 1932 في باسادينا في الولايات المتحدة.

## وصلات خارجية
- سام مورلي على موقع مرجع كرة القدم المحترفة.كوم (الإنجليزية)